# Herman Pilnik
Herman Pilnik foi um jogador de xadrez alemão com diversas participações nas Olimpíadas de xadrez pela equipe da Argentina. Pilnik participou das edições de 1950, 1952, 1954, 1956 e 1958 tendo conquistado a medalha de ouro individual em 1950 no primeiro tabuleiro reserva e três vezes a medalha de prata por equipes (1950, 1952, 1954) no primeiro tabuleiro reserva, quarto tabuleiro e segundo tabuleiro reserva. Na edição de 1958 disputou no primeiro tabuleiro tendo conquistado a medalha de bronze por equipes.